# Beatrix Müller-Kampel
Beatrix Müller-Kampel (* 28. April 1958 in Feldbach) ist eine österreichische Germanistin und Literaturwissenschaftlerin, die derzeit am Institut für Germanistik der Karl-Franzens-Universität Graz forscht und lehrt.

## Leben
Müller-Kampel besuchte ab 1964 die Volksschule in Fehring, ab 1968 den neusprachlichen Zweig des Gymnasiums Gleisdorf. Daneben absolvierte sie eine Klavierausbildung an der Musikschule der Schulschwestern in Feldbach und an der Städtischen Musikschule in Fehring sowie eine Ausbildung in Klassischem Tanz an der Ballettschule der Oper Graz.
Nach der Matura 1976 studierte Müller-Kampel von 1976 bis 1985 an der Karl-Franzens-Universität Graz Deutsche Philologie, Romanistik (Hispanistik) und Philosophie. Ab 1982 arbeitete sie ebenda erst als Studienassistentin, später als Vertrags- (ab 1983) und Universitätsassistentin (ab 1985) am Institut für Germanistik; ab 1983 bot sie auch regelmäßig Lehrveranstaltungen an. 1985 promovierte sie sub auspiciis praesidentis mit einer Dissertation zur historischen Relevanz von Theater und Schauspiel in Theodor Fontanes Erzählprosa.
In den Jahren 1989/90 absolvierte Müller-Kampel ein Forschungsstipendium der Alexander-von-Humboldt-Stiftung am Deutschen Institut der Johannes-Gutenberg-Universität Mainz; ab 1991 setzte sie ihre Tätigkeit am Institut für Germanistik der Karl-Franzens-Universität Graz fort und habilitierte sich 1993 ebenda für das Fach Neuere deutsche Literatur mit der Schrift Dämon – Schwärmer – Biedermann. Don Juan in der deutschen Literatur bis 1918. Es folgten Gastprofessuren an der Janus-Pannonius-Universität der Universität Pécs, am Department of Foreign Languages and Literatures der University of New Mexico in Albuquerque sowie an der German Summer School in Taos Ski Valley. Von 2008 bis 2019 war Müller-Kampel ehrenamtlicher Professeur associé der Université Catholique de l’Ouest in Angers.
Müller-Kampel ist seit 1987 mit dem Sozialwissenschaftler Reinhard Müller verheiratet.

## Wissenschaftliche Tätigkeiten
2007 gründete Müller-Kampel den germanistischen Forschungs-, Dokumentations- und Lehrschwerpunkt LiThes (Literatur- und Theatersoziologie), den sie seither leitet und in dessen Rahmen sechs interdisziplinäre und internationale Workshops stattfanden. Seit 2008 gibt sie außerdem die korrespondierende Zeitschrift für Literatur- und Theatersoziologie (LiTheS) heraus (von 2008 bis 2013 gemeinsam mit Helmut Kuzmics, seit 2013 gemeinsam mit Marion Linhardt).
Müller-Kampel leitete mehrere Drittelmittelprojekte, so zu: „Briefe an Anastasius Grün“ (2007/2008), „Mäzene des Kasperls Johann Josef La Roche“ (2008/2009), „Kasperls komische Erben“ (2009–2013) und „Literatur- und kulturgeschichtlichen Handbuch der Steiermark im 19. Jahrhundert online“ (2009/2010).

## Auszeichnungen
1995 wurde Müller-Kampel mit dem Theodor-Körner-Förderungspreis für Wissenschaft und Kunst ausgezeichnet.

## Forschungsschwerpunkte
Die Forschungsschwerpunkte von Müller-Kampel sind:
- Literatur- und Theatersoziologie (Pierre Bourdieu, Norbert Elias)
- Sozialgeschichte der Literatur
- Geschichte des Komischen und der Komödie
- Österreichisches Theater des 18. Jahrhunderts
- Unterhaltungs- und Puppentheater
- Anarchismus und Literatur

## Publikationen (Auswahl)
- Theater-Leben. Theater und Schauspiel in der Erzählprosa Theodor Fontanes. Frankfurt a. M.: Athenäum 1989.
- Dämon – Schwärmer – Biedermann. Don Juan in der deutschen Literatur bis 1918. Berlin: Erich Schmidt 1993.
- gemeinsam mit Reinhard Müller: Don Juan. Spuren des spanischen Verführers im deutschsprachigen Raum. Graz: Universitätsbibliothek Graz 1993.
- gemeinsam mit Reinhard Müller: Vom Seminar für deutsche Philologie zum Institut für Germanistik. Graz: Universitätsbibliothek Graz 1994.
- als Herausgeberin: Bezaubern! Verführen! Erobern! Von Menschen, die sich näherkommen. Leipzig: Reclam 1998.
- als Herausgeberin: Don Juan. Zur Entwicklung eines männlichen Konzepts. Leipzig: Reclam 1999.
- als Herausgeberin unter Mitarbeit von Carla Carnevale: Lebenswege und Lektüren. Österreichische NS-Vertriebene in den USA und Kanada. Tübingen: Niemeyer 2000.
- als Herausgeberin: Die Rose. Frankfurt am Main, Leipzig: Insel 2000.
- als Herausgeberin: Edith Rosenstrauch-Königsberg: Von der Metallschleiferin zur Germanistin. Lebensstationen und historische Forschungen einer Emigrantin und Remigrantin aus Wien. Wien, Köln, Weimar: Böhlau 2001.
- Hanswurst, Bernardon, Kasperl. Spaßtheater im 18. Jahrhundert. Paderborn, München, Wien, Zürich: Schöningh 2003.
- als Herausgeberin gemeinsam mit Siglinde Bolbecher: Stella Rotenberg: An den Quell. Gesammelte Gedichte. Wien: Theodor Kramer Gesellschaft 2003.
- als Herausgeberin: „Krieg ist der Mord auf Kommando“. Bürgerliche und anarchistische Friedenskonzepte. Bertha von Suttner und Pierre Ramus. Nettersheim: Verlag Graswurzelrevolution 2005. 2. Aufl. 2006,  3. Aufl. 2008.
- als Herausgeberin: Alphabet des anarchistischen Amateurs Herbert Müller-Guttenbrunn. Berlin: Matthes & Seitz 2007. Taschenbuchausgabe. Berlin: Matthes & Seitz 2019.
- Jakob Wassermann. Eine biographische Collage. Wien: Mandelbaum 2008.
- als Herausgeberin gemeinsam mit Wolfgang Schmutz: Williges Fleisch, schwaches Federvieh. Das österreichische Literaturkochbuch. Wien: Mandelbaum 2009.
- gemeinsam mit Eveline Thalmann: Lexikon literarischer Figuren, Personen, Typen und Gruppen. Stuttgart: Hiersemann 2013.
- Puppentheater im 19. Jahrhundert. Mit Kasperl und Pimperl, Hanswurst und Hänneschen, Peterl und Polichinell. Graz: up | Grazer Universitätsverlag 2019.
- gemeinsam mit Lars Rebehn: Schinderhannes. Zur Genese seiner Biographie aus Anekdoten, Liedern und (Marionetten‑)Schauspielen. Graz: LiTheS 2022.